# Amr Zaki
Amr Hassan Zaki (in arabo عمرو حسن زكى‎?; Mansura, 1º aprile 1983) è un ex calciatore egiziano, di ruolo attaccante.
Con la nazionale egiziana ha vinto la Coppa d'Africa per due volte consecutive (2006 e 2008).

## Caratteristiche
Era un attaccante in grado di abbinare potenza e velocità, tanto da essere soprannominato Bulldozer per via della sua struttura fisica; nel suo repertorio rientravano uno spiccato senso della posizione e le reti in acrobazia.
La sua carriera è stata spesso condizionata dagli infortuni.

## Carriera

### Club
Muove i suoi primi passi nell'El Mansoura, squadra della sua città. Nel 2003 approda all'ENPPI, con cui vince una Coppa d'Egitto. Dopo una breve esperienza in prestito alla Lokomotiv Mosca, viene tesserato dallo Zamalek.
Il 22 luglio 2008 passa in prestito al Wigan, in Premier League. Nonostante un avvio promettente (va a segno otto volte nelle prime dodici giornate, inclusa una doppietta ad Anfield contro il Liverpool), nel girone di ritorno subisce un calo fisico che lo porta a segnare una sola rete.
Il 18 maggio 2009 Steve Bruce annuncia che - complici i continui rientri con diversi giorni di ritardo dagli impegni con la Nazionale, che lo portano ad essere sanzionato più volte dalla società nell'arco della stagione - il cartellino del giocatore non verrà riscattato, che fa così ritorno allo Zamalek.
Il 18 gennaio 2010 passa in prestito per sei mesi all'Hull City. Esordisce con i Tigers il 30 gennaio in Hull City-Wolverhampton (2-2), subentrando al 69' al posto di Altidore. Il 17 aprile - complice un infortunio al ginocchio che non gli avrebbe consentito di recuperare per le ultime partite di campionato - l'Hull City decide di interrompere il prestito.
L'8 agosto 2012 approda in Turchia, all'Elazığspor, sottoscrivendo un contratto biennale. Esordisce con la nuova maglia il 1º settembre contro il Kasımpaşa, sostituendo Marvin Zeegelaar nell'intervallo.
Dopo una breve parentesi in Kuwait, nel gennaio del 2014 viene tesserato dal Raja Casablanca, in Marocco. Infortunatosi alla caviglia nel corso di un'amichevole, a fine stagione decide - di comune accordo con la società - di rescindere il proprio contratto.
Voluto dal tecnico Hassan Shehata, il 10 luglio 2014 si lega per un anno e mezzo all'Arab Contractors. Esordisce con la nuova squadra il 18 gennaio contro l'Al Merreikh - partita valida per i sedicesimi di finale di Coppa d'Egitto - subentrando al 69' al posto di Ernest Papa Arko, rientrando in campo a distanza di 400 giorni dall'ultima apparizione. Limitato dagli infortuni, il 17 agosto 2015 annuncia il proprio ritiro dal calcio giocato.

### Nazionale
Esordisce con l'Egitto il 20 giugno 2005 contro la Costa d'Avorio (1-2), partita valida le per qualificazioni ai Mondiali 2006, sostituendo Abdel Halim Ali al 35' della ripresa. Il 4 settembre 2005 mette a segno una tripletta contro il Benin.
Prende parte alla Coppa d'Africa 2006, disputata in Egitto. Nel corso del torneo segna una rete in semifinale contro il Senegal pochi minuti dopo il suo ingresso in campo che decide l'incontro a favore dell'Egitto e consente ai Faraoni di approdare nella finale vinta contro la Costa d'Avorio ai calci di rigore. Si presenterà sul dischetto per quarto, segnando uno dei quattro rigori realizzati dagli egiziani che consentono ai padroni di casa di sollevare il trofeo.
Viene convocato per la Coppa d'Africa 2008, disputata in Ghana. Il 7 febbraio segna una doppietta nella semifinale vinta 4-1 contro la Costa d'Avorio. In precedenza aveva siglato altre due reti contro lo Zambia e l'Angola ai quarti di finale.
Il 10 febbraio i Faraoni si laureano - grazie al successo per 1-0 contro il Camerun - campioni per la seconda volta consecutiva.
A causa di persistenti problemi fisici, nel 2010 scivola fuori dal giro della Nazionale. Tornerà a indossare la divisa dei Faraoni a distanza di due anni con l'arrivo di Bob Bradley sulla panchina della selezione egiziana.

## Statistiche

### Presenze e reti nei club
| Stagione           | Squadra            | Campionato         | Campionato | Campionato | Coppe nazionali | Coppe nazionali | Coppe nazionali | Coppe continentali | Coppe continentali | Coppe continentali | Altre coppe | Altre coppe | Altre coppe | Totale | Totale |
| Stagione           | Squadra            | Comp               | Pres       | Reti       | Comp            | Pres            | Reti            | Comp               | Pres               | Reti               | Comp        | Pres        | Reti        | Pres   | Reti   |
| ------------------ | ------------------ | ------------------ | ---------- | ---------- | --------------- | --------------- | --------------- | ------------------ | ------------------ | ------------------ | ----------- | ----------- | ----------- | ------ | ------ |
| 2000-2001          | El Mansoura        | PL                 | 0          | 0          | CE              | 0               | 0               | -                  | -                  | -                  | -           | -           | -           | 0      | 0      |
| 2001-2002          | El Mansoura        | PL                 | 3          | 1          | CE              | 2               | 1               | -                  | -                  | -                  | -           | -           | -           | 5      | 2      |
| 2002-2003          | El Mansoura        | PL                 | 17         | 19         | CE              | 0               | 0               | -                  | -                  | -                  | -           | -           | -           | 17     | 19     |
| Totale El Mansoura | Totale El Mansoura | Totale El Mansoura | 20         | 20         |                 | 2               | 1               |                    | -                  | -                  |             | -           | -           | 22     | 21     |
| 2003-2004          | ENPPI              | PL                 | 22         | 8          | CE              | 1               | 1               | -                  | -                  | -                  | -           | -           | -           | 23     | 9      |
| 2004-2005          | ENPPI              | PL                 | 26         | 10         | CE              | 4               | 3               | -                  | -                  | -                  | -           | -           | -           | 30     | 13     |
| 2005-gen. 2006     | ENPPI              | PL                 | 16         | 9          | CE              | 0               | 0               | ACL+CCL            | 3+0                | 2                  | SE          | 1           | 0           | 20     | 11     |
| Totale ENPPI       | Totale ENPPI       | Totale ENPPI       | 64         | 27         |                 | 5               | 4               |                    | 3                  | 2                  |             | 1           | 0           | 73     | 33     |
| gen.-giu. 2006     | Lokomotiv Mosca    | PL                 | 0          | 0          | KR              | 0               | 0               | UCL                | 0                  | 0                  | -           | -           | -           | 0      | 0      |
| 2006-2007          | Zamalek            | PL                 | 21         | 10         | CE              | 3               | 3               | ACL+CCL            | 7+3                | 4+2                | -           | -           | -           | 34     | 19     |
| 2007-2008          | Zamalek            | PL                 | 23         | 7          | CE              | 3               | 3               | CCL                | 4                  | 1                  | -           | -           | -           | 30     | 11     |
| 2008-2009          | Wigan              | PL                 | 29         | 10         | FACup+CdL       | 0+3             | 1               | -                  | -                  | -                  | -           | -           | -           | 32     | 11     |
| 2009-gen. 2010     | Zamalek            | PL                 | 6          | 0          | CE              | 0               | 0               | -                  | -                  | -                  | -           | -           | -           | 6      | 0      |
| gen.-giu. 2010     | Hull City          | PL                 | 6          | 0          | FACup+CdL       | 0               | 0               | -                  | -                  | -                  | -           | -           | -           | 6      | 0      |
| 2010-2011          | Zamalek            | PL                 | 11         | 3          | CE              | 4               | 3               | CCL                | 1                  | 0                  | -           | -           | -           | 16     | 6      |
| 2011-2012          | Zamalek            | PL                 | 5          | 3          | -               | -               | -               | CCL                | 6                  | 2                  | -           | -           | -           | 11     | 5      |
| Totale Zamalek     | Totale Zamalek     | Totale Zamalek     | 66         | 23         |                 | 10              | 9               |                    | 21                 | 9                  |             | -           | -           | 97     | 41     |
| 2012-2013          | Elazığspor         | SL                 | 8          | 0          | TK              | 0               | 0               | -                  | -                  | -                  | -           | -           | -           | 8      | 0      |
| 2013-gen. 2014     | Al-Salmiya         | PL                 | 9          | 2          | CK              | 0               | 0               | -                  | -                  | -                  | -           | -           | -           | 9      | 2      |
| gen.-giu. 2014     | Raja Casablanca    | PL                 | 0          | 0          | CM              | 0               | 0               | -                  | -                  | -                  | -           | -           | -           | 0      | 0      |
| 2014-2015          | Al-Mokawloon       | PL                 | 0          | 0          | CE              | 1               | 0               | -                  | -                  | -                  | -           | -           | -           | 1      | 0      |
| Totale carriera    | Totale carriera    | Totale carriera    | 202        | 82         |                 | 21              | 15              |                    | 24                 | 11                 |             | 1           | 0           | 248    | 108    |

### Presenze e reti in nazionale
| Cronologia completa delle presenze e delle reti in nazionale ― Egitto | Cronologia completa delle presenze e delle reti in nazionale ― Egitto | Cronologia completa delle presenze e delle reti in nazionale ― Egitto | Cronologia completa delle presenze e delle reti in nazionale ― Egitto | Cronologia completa delle presenze e delle reti in nazionale ― Egitto | Cronologia completa delle presenze e delle reti in nazionale ― Egitto | Cronologia completa delle presenze e delle reti in nazionale ― Egitto | Cronologia completa delle presenze e delle reti in nazionale ― Egitto |
| Data                                                                  | Città                                                                 | In casa                                                               | Risultato                                                             | Ospiti                                                                | Competizione                                                          | Reti                                                                  | Note                                                                  |
| --------------------------------------------------------------------- | --------------------------------------------------------------------- | --------------------------------------------------------------------- | --------------------------------------------------------------------- | --------------------------------------------------------------------- | --------------------------------------------------------------------- | --------------------------------------------------------------------- | --------------------------------------------------------------------- |
| 20-6-2004                                                             | Alessandria d'Egitto                                                  | Egitto                                                                | 1 – 2                                                                 | Costa d'Avorio                                                        | Qual. Mondiali 2006                                                   | -                                                                     | 80’                                                                   |
| 5-9-2004                                                              | Abidjan                                                               | Egitto                                                                | 3 – 2                                                                 | Camerun                                                               | Qual. Mondiali 2006                                                   | -                                                                     | 87’                                                                   |
| 8-10-2004                                                             | Tripoli                                                               | Libia                                                                 | 2 – 1                                                                 | Egitto                                                                | Qual. Mondiali 2006                                                   | 1                                                                     |                                                                       |
| 8-1-2005                                                              | Il Cairo                                                              | Egitto                                                                | 3 – 0                                                                 | Uganda                                                                | Amichevole                                                            | 2                                                                     |                                                                       |
| 4-2-2005                                                              | Seul                                                                  | Corea del Sud                                                         | 0 – 1                                                                 | Egitto                                                                | Amichevole                                                            | -                                                                     | 77’                                                                   |
| 9-2-2005                                                              | Il Cairo                                                              | Egitto                                                                | 4 – 0                                                                 | Belgio                                                                | Amichevole                                                            | -                                                                     | 60’                                                                   |
| 14-3-2005                                                             | Dammam                                                                | Arabia Saudita                                                        | 0 – 1                                                                 | Egitto                                                                | Amichevole                                                            | -                                                                     |                                                                       |
| 5-6-2005                                                              | Il Cairo                                                              | Egitto                                                                | 6 – 1                                                                 | Sudan                                                                 | Qual. Mondiali 2006                                                   | 2                                                                     | 10’ 55’                                                               |
| 19-6-2005                                                             | Abidjan                                                               | Costa d'Avorio                                                        | 2 – 0                                                                 | Egitto                                                                | Qual. Mondiali 2006                                                   | -                                                                     | 55’                                                                   |
| 29-7-2005                                                             | Ginevra                                                               | Egitto                                                                | 5 – 0                                                                 | Qatar                                                                 | Amichevole                                                            | 2                                                                     |                                                                       |
| 31-7-2005                                                             | Ginevra                                                               | Egitto                                                                | 0 – 0 dts (5 – 4 dtr)                                                 | Emirati Arabi Uniti                                                   | Amichevole                                                            | -                                                                     |                                                                       |
| 17-8-2005                                                             | Ponta Delgada                                                         | Portogallo                                                            | 2 – 0                                                                 | Egitto                                                                | Amichevole                                                            | -                                                                     |                                                                       |
| 4-9-2005                                                              | Il Cairo                                                              | Egitto                                                                | 4 – 1                                                                 | Benin                                                                 | Qual. Mondiali 2006                                                   | 3                                                                     |                                                                       |
| 8-10-2005                                                             | Yaoundé                                                               | Camerun                                                               | 1 – 1                                                                 | Egitto                                                                | Qual. Mondiali 2006                                                   | -                                                                     |                                                                       |
| 16-11-2005                                                            | Il Cairo                                                              | Egitto                                                                | 1 – 2                                                                 | Tunisia                                                               | Amichevole                                                            | -                                                                     | 71’                                                                   |
| 27-12-2005                                                            | Il Cairo                                                              | Egitto                                                                | 2 – 0                                                                 | Uganda                                                                | Amichevole                                                            | 2                                                                     | 72’                                                                   |
| 5-1-2006                                                              | Alessandria d'Egitto                                                  | Egitto                                                                | 2 – 0                                                                 | Zimbabwe                                                              | Amichevole                                                            | -                                                                     |                                                                       |
| 14-1-2006                                                             | Il Cairo                                                              | Egitto                                                                | 1 – 2                                                                 | Sudafrica                                                             | Amichevole                                                            | 1                                                                     |                                                                       |
| 20-1-2006                                                             | Il Cairo                                                              | Egitto                                                                | 3 – 0                                                                 | Libia                                                                 | Coppa d'Africa 2006 - 1º turno                                        | -                                                                     | 80’                                                                   |
| 24-1-2006                                                             | Il Cairo                                                              | Egitto                                                                | 0 – 0                                                                 | Marocco                                                               | Coppa d'Africa 2006 - 1º turno                                        | -                                                                     | 52’                                                                   |
| 3-2-2006                                                              | Il Cairo                                                              | Egitto                                                                | 4 – 1                                                                 | RD del Congo                                                          | Coppa d'Africa 2006 - Quarti di finale                                | -                                                                     | 73’                                                                   |
| 7-2-2006                                                              | Il Cairo                                                              | Egitto                                                                | 2 – 1                                                                 | Senegal                                                               | Coppa d'Africa 2006 - Semifinale                                      | 1                                                                     | 78’                                                                   |
| 10-2-2006                                                             | Il Cairo                                                              | Egitto                                                                | 0 – 0 dts (4 – 2 dtr)                                                 | Costa d'Avorio                                                        | Coppa d'Africa 2006 - Finale                                          | -                                                                     |                                                                       |
| 16-8-2006                                                             | Alessandria d'Egitto                                                  | Egitto                                                                | 0 – 2                                                                 | Uruguay                                                               | Amichevole                                                            | -                                                                     | 78’                                                                   |
| 2-9-2006                                                              | Il Cairo                                                              | Egitto                                                                | 4 – 1                                                                 | Burundi                                                               | Qual. Coppa d'Africa 2008                                             | -                                                                     | 60’                                                                   |
| 15-11-2006                                                            | Brentford                                                             | Egitto                                                                | 1 – 0                                                                 | Sudafrica                                                             | Amichevole                                                            | -                                                                     |                                                                       |
| 7-2-2007                                                              | Il Cairo                                                              | Egitto                                                                | 2 – 0                                                                 | Svezia                                                                | Amichevole                                                            | 1                                                                     | 61’                                                                   |
| 3-6-2007                                                              | Nouakchott                                                            | Mauritania                                                            | 1 – 1                                                                 | Egitto                                                                | Qual. Coppa d'Africa 2008                                             | -                                                                     |                                                                       |
| 22-8-2007                                                             | Parigi                                                                | Costa d'Avorio                                                        | 0 – 0                                                                 | Egitto                                                                | Amichevole                                                            | -                                                                     | 53’                                                                   |
| 9-9-2007                                                              | Bujumbura                                                             | Burundi                                                               | 0 – 0                                                                 | Egitto                                                                | Qual. Coppa d'Africa 2008                                             | -                                                                     | 65’                                                                   |
| 13-10-2007                                                            | Il Cairo                                                              | Egitto                                                                | 1 – 0                                                                 | Botswana                                                              | Qual. Coppa d'Africa 2008                                             | -                                                                     | 78’                                                                   |
| 17-10-2007                                                            | Osaka                                                                 | Giappone                                                              | 4 – 1                                                                 | Egitto                                                                | Amichevole                                                            | -                                                                     | 79’                                                                   |
| 5-1-2008                                                              | Il Cairo                                                              | Egitto                                                                | 3 – 0                                                                 | Namibia                                                               | Amichevole                                                            | 2                                                                     |                                                                       |
| 10-1-2008                                                             | Abu Dhabi                                                             | Egitto                                                                | 1 – 0                                                                 | Mali                                                                  | Amichevole                                                            | -                                                                     |                                                                       |
| 22-1-2008                                                             | Kumasi                                                                | Egitto                                                                | 4 – 2                                                                 | Camerun                                                               | Coppa d'Africa 2008 - 1º turno                                        | -                                                                     | 60’                                                                   |
| 26-1-2008                                                             | Kumasi                                                                | Egitto                                                                | 3 – 0                                                                 | Sudan                                                                 | Coppa d'Africa 2008 - 1º turno                                        | -                                                                     | 32’ 80’                                                               |
| 30-1-2008                                                             | Tamale                                                                | Egitto                                                                | 1 – 1                                                                 | Zambia                                                                | Coppa d'Africa 2008 - 1º turno                                        | 1                                                                     | 60’                                                                   |
| 4-2-2008                                                              | Kumasi                                                                | Egitto                                                                | 2 – 1                                                                 | Angola                                                                | Coppa d'Africa 2008 - Quarti di finale                                | 1                                                                     | 71’                                                                   |
| 7-2-2008                                                              | Sekondi-Takoradi                                                      | Costa d'Avorio                                                        | 1 – 4                                                                 | Egitto                                                                | Coppa d'Africa 2008 - Semifinale                                      | 2                                                                     | 86’                                                                   |
| 10-2-2008                                                             | Accra                                                                 | Camerun                                                               | 0 – 1                                                                 | Egitto                                                                | Coppa d'Africa 2008 - Finale                                          | -                                                                     | 84’                                                                   |
| 1-6-2008                                                              | Il Cairo                                                              | Egitto                                                                | 2 – 1                                                                 | RD del Congo                                                          | Qual. Mondiali 2010                                                   | 1                                                                     |                                                                       |
| 6-6-2008                                                              | Gibuti                                                                | Gibuti                                                                | 0 – 4                                                                 | Egitto                                                                | Qual. Mondiali 2010                                                   | 1                                                                     | 65’                                                                   |
| 14-6-2008                                                             | Blantyre                                                              | Malawi                                                                | 1 – 0                                                                 | Egitto                                                                | Qual. Mondiali 2010                                                   | -                                                                     | 77’                                                                   |
| 22-6-2008                                                             | Il Cairo                                                              | Egitto                                                                | 2 – 0                                                                 | Malawi                                                                | Qual. Mondiali 2010                                                   | -                                                                     | 84’                                                                   |
| 20-8-2008                                                             | Khartum                                                               | Sudan                                                                 | 4 – 0                                                                 | Egitto                                                                | Amichevole                                                            | -                                                                     |                                                                       |
| 7-9-2008                                                              | Kinshasa                                                              | RD del Congo                                                          | 0 – 1                                                                 | Egitto                                                                | Qual. Mondiali 2010                                                   | -                                                                     | 33’                                                                   |
| 11-2-2009                                                             | Il Cairo                                                              | Egitto                                                                | 2 – 2                                                                 | Ghana                                                                 | Amichevole                                                            | -                                                                     | 59’                                                                   |
| 29-3-2009                                                             | Il Cairo                                                              | Egitto                                                                | 1 – 1                                                                 | Zambia                                                                | Qual. Mondiali 2010                                                   | 1                                                                     |                                                                       |
| 30-5-2009                                                             | Mascate                                                               | Oman                                                                  | 0 – 1                                                                 | Egitto                                                                | Amichevole                                                            | -                                                                     |                                                                       |
| 7-6-2009                                                              | Blida                                                                 | Algeria                                                               | 3 – 1                                                                 | Egitto                                                                | Qual. Mondiali 2010                                                   | -                                                                     | 31’ 81’                                                               |
| 2-10-2009                                                             | Il Cairo                                                              | Egitto                                                                | 4 – 0                                                                 | Mauritius                                                             | Amichevole                                                            | 1                                                                     |                                                                       |
| 10-10-2009                                                            | Chililabombwe                                                         | Zambia                                                                | 0 – 1                                                                 | Egitto                                                                | Qual. Mondiali 2010                                                   | -                                                                     | 79’                                                                   |
| 5-11-2009                                                             | Assuan                                                                | Egitto                                                                | 5 – 1                                                                 | Tanzania                                                              | Amichevole                                                            | 1                                                                     |                                                                       |
| 14-11-2009                                                            | Il Cairo                                                              | Egitto                                                                | 2 – 0                                                                 | Algeria                                                               | Qual. Mondiali 2010                                                   | 1                                                                     | 66’                                                                   |
| 18-11-2009                                                            | Omdurman                                                              | Algeria                                                               | 1 – 0                                                                 | Egitto                                                                | Qual. Mondiali 2010                                                   | -                                                                     | 46’                                                                   |
| 3-3-2010                                                              | Londra                                                                | Inghilterra                                                           | 3 – 1                                                                 | Egitto                                                                | Amichevole                                                            | -                                                                     | 64’                                                                   |
| 10-10-2010                                                            | Bangui                                                                | Niger                                                                 | 1 – 0                                                                 | Egitto                                                                | Qual. Coppa d'Africa 2012                                             | -                                                                     | 47’ 68’                                                               |
| 16-10-2012                                                            | Abu Dhabi                                                             | Egitto                                                                | 0 – 1                                                                 | Tunisia                                                               | Amichevole                                                            | -                                                                     | 46’                                                                   |
| 14-11-2012                                                            | Tbilisi                                                               | Georgia                                                               | 0 – 0                                                                 | Egitto                                                                | Amichevole                                                            | -                                                                     | 46’                                                                   |
| 10-1-2013                                                             | Abu Dhabi                                                             | Ghana                                                                 | 3 – 0                                                                 | Egitto                                                                | Amichevole                                                            | -                                                                     | 46’                                                                   |
| 10-9-2013                                                             | El Gouna                                                              | Egitto                                                                | 4 – 2                                                                 | Guinea                                                                | Qual. Mondiali 2014                                                   | 1                                                                     | 78’                                                                   |
| 14-11-2013                                                            | Il Cairo                                                              | Egitto                                                                | 2 – 0                                                                 | Zambia                                                                | Amichevole                                                            | 1                                                                     | 64’                                                                   |
| 19-11-2013                                                            | Il Cairo                                                              | Egitto                                                                | 2 – 1                                                                 | Ghana                                                                 | Qual. Mondiali 2014                                                   | 1                                                                     | 62’                                                                   |
| Totale                                                                |                                                                       | Presenze                                                              | 63                                                                    |                                                                       | Reti (6º posto)                                                       | 30                                                                    |                                                                       |

## Palmarès

### Club
- Coppa d'Egitto: 2

ENPPI: 2005
Zamalek: 2008

### Nazionale
- Coppa d'Africa: 2

Egitto: 2006, 2008